# オトコのコはメイド服がお好き!?
『オトコのコはメイド服がお好き!?』（オトコのコはメイドふくがおすき）は、ホビージャパン運営のニュースサイト「とれたて! ほびーちゃんねる」で2008年5月10日より連載されていたメディアミックス企画。通称・オトスキ。

## 概要
喫茶店「Cherry Girls」でウェイターとして働く4人兄弟の日常を描いているが、実は兄弟全員が女装した男の娘（おとこのこ）という設定である。
2008年4月1日に「ほびーちゃんねる“男の子”宣言」としてエイプリルフールのウソ企画を装い発表されたが、翌日に「ほびーちゃんねるは本気です! “男の子”宣言!!」と実際に新企画として始動することが告知された。
連載は「とれたて! ほびーちゃんねる」内の特設ページで、毎週土曜日に「おはなし」と「コミック」が週替わりで更新されていたが、運営形態の変更で公式サイトが移転しリニューアルすることになり、それと同時に発表される各作品はよりぬき（再掲載）になった。
以下その期間と初回および最終更新作品。
- 本連載：2008年5月10日（イラストストーリー） - 2013年5月2日（コミック）
- よりぬき連載：2013年5月17日（WEBドラマ） - 2014年7月25日（イラストストーリー）

また、公式サイト上での連載とは別に『月刊コンプエース』（角川書店）で三倉ちかげの作画でコミカライズされたり、『音泉』（タブリエ・コミュニケーションズ）にて出張版としてWEBドラマの再配信が行われた。
なお、新シリーズ『オトコのコはアイドルになりたい!?』の企画が立ち上がり、2019年10月10日より配信された。詳細は下記を参照。

### スタッフ
- 原作・企画：ホビージャパン
- ストーリー：博恵夏樹、日暮茶坊
- イラスト・キャラクターデザイン：カスカベアキラ
- コミック：凪妖女
- 企画協力：パルプライド

### 書籍
WEB連載をまとめた書籍が、ホビージャパンから発売された。
- オトコのコはメイド服がお好き!? visual book vol.1 2009年9月19日発売、ISBN 978-4-89-425933-1
- オトコのコはメイド服がお好き!? visual book vol.2 2010年10月25日発売、ISBN 978-4-79-860134-2
- オトコのコはメイド服がお好き!? illust stories.2011 2011年11月26日発売、ISBN 978-4-79-860314-8
- オトコのコはメイド服がお好き!? illust stories.2012 2012年11月24日発売、ISBN 978-4-79-860501-2

## 登場人物
ナオ
声：高橋美佳子
長男。腰まで伸ばしたストレートの髪がチャームポイント。振袖をイメージした和服にエプロンを着ている。4人兄弟の中では女装が一番板に付いており、清楚な第一印象と物腰の柔らかさを兼ね備えた接客をする。
ユキ
声：喜多村英梨
次男。ドクロのブローチが付いたリボンがトレードマークで、袖無しの黒いゴシック調ドレスを着ている。店を経営する両親の手で強引に女装させられているため、兄とは対照的に女装への抵抗感で常に葛藤している。
トモ
声：白石涼子
三男。眼鏡の似合う知性派で、極限までスリットの入った白のチャイナドレスを着ている。4人兄弟の中で手芸が一番得意で、兄弟のドレスは全てトモの手作りである。
リオ
声：釘宮理恵
四男。シルクハットとチェシャ猫をイメージしたリュックサックがトレードマークで、『不思議の国のアリス』をイメージした水色のドレスを着ている。愛嬌があり、行動的なため常連客の人気をナオと二分している。
シズカ
声：皆川純子
4人兄弟のいとこ。4人と同じく男の娘。事あるごとに4人兄弟の前に現れては事件を起こすトラブルメーカー。
カズ
声：田村睦心
リオの同級生。元気なスポーツ少年で、男らしくないリオにはなにかと反発するも、最終的にはふりまわされてしまう。
マモル
声：佐藤利奈
カズと同じくリオの同級生。店で働くユキを女性と勘違いして憧れを抱く。
先生
声：野島裕史
リオたちの担任教師。リオの憧れの存在でもある。
コースケ
ユキの同級生。真面目な優等生で、込み入った家庭を持つユキの理解者たろうとするが空回ることが多い。

## コミカライズ
公式サイト上でのコミック連載とは別に、『月刊コンプエース』（角川書店）で2011年1月号から2012年4月号まで三倉ちかげ作画により漫画化作品が連載された。単行本はカドカワコミックスＡエースから全2巻が発売。
1. 2011年6月22日発売、ISBN 978-4-04-715728-6
2. 2012年3月21日発売、ISBN 978-4-04-120166-4

## ドラマCD
2009年8月14日から8月16日まで東京国際展示場で開催されたコミックマーケット76のRONDO ROBE（ジェネオン・ユニバーサル・エンターテイメントジャパン）ブースで発売。イベント終了後はホビージャパンのオンラインショップで通信販売が行われた。

### インターネットラジオ・WEBドラマ
ドラマCD化を記念して2009年7月24日から同年8月28日までの短期集中で、毎週金曜日（8月14日は休止）にインターネットラジオを公式サイト内で放送。主演はトモ役の白石涼子。
2011年8月5日からは装いも新たにWEBドラマとしてだいたい第2・第4金曜日にコミックとあわせて配信されていた。2013年3月1日以降は定期配信終了、同年4月30日の特別編をもって新規の配信はなくなり、他の本コンテンツ作品と同じように過去の配信のよりぬきとなった。
また、『音泉』（タブリエ・コミュニケーションズ）にて出張版が全12回、2012年10月9日から12月25日にかけて配信されたこともあった。　
概要
- 内容はラジオドラマである。リスナーからのメールやはがきの受付も行っていない。
- 配信時間は各配信5分。

## オトコのコはアイドルになりたい!?
『オトコのコはアイドルになりたい!?』は、2019年10月10日に開始されたイラスト、ボイスドラマ、声優トークで展開するWEB企画で、『オトコのコはメイド服がお好き!?』の新シリーズ。通称はオトナリ!?。

### 概要（オトナリ!?）
ライブハウスで歓声を浴びる美少女アイドルユニット『Cherry Lips』として性別を偽る日々を描く。女装した男の娘というコンセプトと、世界観が共通するだけで、『オトコのコはメイド服がお好き!?』とストーリー上の接点はないが、一部の登場人物は共通する。
ボイスドラマとおまけ動画はニコニコチャンネルの有料コンテンツだが、インターネットラジオとイラストストーリーは無料パートでアニメイトタイムスでも公開している。
2019年9月12日にニコニコチャンネルのブロマガで予告されていた。9月25日にキャストが出演し見所を紹介したプレ特番が放送された。
毎月10・25日頃に更新。2020年4月30日にイラストストーリーの公開で最終回を迎えた。

#### スタッフ（オトナリ!?）
- イラスト：カスカベアキラ
- シナリオ：恵村まお（全編）、わたび和泉（一部）、Col.Ayabe（全編の脚色）

### 登場人物（オトナリ!?）
イツキ
声：三上丈

ツバサ
声：筆村栄心

シズカ

### おまけ動画・インターネットラジオ・WEBドラマ（オトナリ!?）
初回から2020年4月28日にかけて、ニコニコチャンネルにて声優のおまけ動画とインターネットラジオがそれぞれ全12回と、WEBドラマの全11回が各自配信された。アニメイトタイムスでも約1日遅れで無料パートを配信。配信時間は12～20分強。
概要（おまけ動画）
プレ特番と同様にキャストによるトーク動画。
概要（インターネットラジオ）
- 「おしえて、あなたのヒ・ミ・ツ」 -リスナーが、言いたいけど言えない秘密を打ち明けるというコーナー。
- 「実は私…オトコのコ？」 - カッコイイ女子や可愛い男子のエピソードを投稿するコーナー。
- 「お便りコーナー」

概要（WEBドラマ）
イラストストーリーを元にしたラジオドラマ。